# Petit-Yapo
Petit-Yapo est une localité rurale dans le Sud de la Côte d'Ivoire dans la région de l'Agnéby-Tiassa. Cette localité est administrativement rattachée à la commune d'Agboville,.